# Dierentuin van Sacramento
De dierentuin van Sacramento (Engels: Sacramento Zoo) is een relatief kleine dierentuin in het William Land Park, in de hoofdstad van de Amerikaanse staat Californië, Sacramento. Wat in 1927 begon als een zoo van 1,7 hectare en 40 dieren is nu een 5,8 hectare grote dierentuin met 542 dieren uit 131 diersoorten.
Sinds 1997 beheert niet langer de stad, maar de Sacramento Zoological Society, een non-profitorganisatie, de dierentuin. De Sacramento Zoo is aangesloten bij en geaccrediteerd door de Association of Zoos and Aquariums (AZA).
Het dierenpark heeft een aantal educatieve doelstellingen en biedt allerlei programma's aan voor scholen. Jaarlijks bezoeken ongeveer 70.000 schoolkinderen uit 24 county's de dierentuin op georganiseerde uitstappen. In 2012 bedroeg het totale aantal bezoekers 523.000 mensen.